# Macaé Evaristo

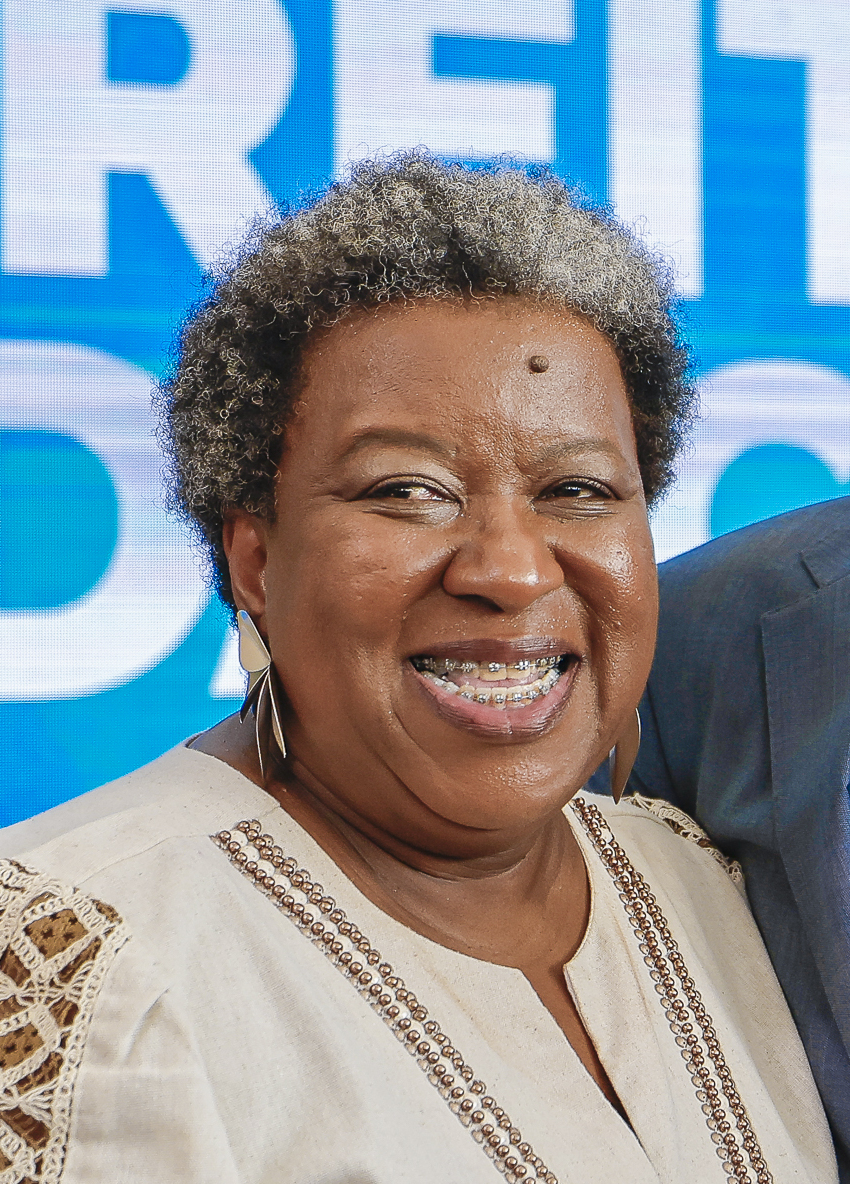
Macaé Evaristo im September 2024

Macaé Evaristo (* 3. April 1965 in São Gonçalo do Pará, Minas Gerais) ist eine brasilianische Pädagogin, Sozialarbeiterin und Politikerin der Arbeiterpartei (Partido dos Trabalhadores, PT). Seit September 2024 gehört sie dem Kabinett Lula da Silva III als Ministerin für Menschenrechte und Staatsbürgerschaft an.

## Leben
Macaé Evaristos Mutter war Lehrerin, ihr Vater ehemaliger Militärangehöriger. Sie absolvierte ein Studium der Sozialarbeit an der Päpstlichen Katholischen Universität von Minas Gerais (Pontifícia Universidade Católica de Minas Gerais, PUC Minas) und erwarb einen Master-Abschluss in Erziehungswissenschaften an der Bundesuniversität von Minas Gerais (Universidade Federal de Minas Gerais, UFMG).
Bereits im Alter von 19 Jahren begann Macaé Evaristo ihre Laufbahn als Lehrerin im städtischen Schulsystem von Belo Horizonte. Sie war die erste schwarze Frau, die das Amt der Bildungssekretärin sowohl in Belo Horizonte (2005–2012) als später auch im Bundesstaat Minas Gerais (2015–2018) innehatte. Zwischen 2013 und 2014 leitete sie die Abteilung für Weiterbildung, Alphabetisierung, Diversität und Inklusion im brasilianischen Bildungsministerium.
Im Jahr 2020 wurde Macaé Evaristo in den Stadtrat von Belo Horizonte gewählt. Bei den Wahlen 2022 gewann sie einen Sitz in der Gesetzgebenden Versammlung des Bundesstaates Minas Gerais. Nach der Präsidentschaftswahl 2022 berief der Wahlgewinner Luiz Inácio Lula da Silva sie in sein Übergangsteam in die Arbeitsgruppe Bildung. Nachdem im September 2024 der Minister für Menschenrechte und Staatsbürgerschaft Silvio Almeida wegen Vorwürfen der sexuellen Belästigung entlassen wurde, berief Lula da Silva Maceá Evaristo als seine Nachfolgerin. Sie trat das Amt am 9. September 2024 an.
Zum Zeitpunkt ihres Amtsantritts als Ministerin stand Evaristo in Minas Gerais wegen mutmaßlicher Veruntreuung öffentlicher Gelder unter Verdacht. Als Bildungssekretärin in Belo Horizonte soll sie 2011 überteuerte Schuluniformen gekauft haben, was einen Schaden von umgerechnet 6,49 Millionen Reais verursachte. Der Fall wird seit 2016 verhandelt, eine Entscheidung steht aus (Stand Februar 2025). Evaristo bestreitet jegliches Fehlverhalten. Zudem wurden frühere Verfahren wegen überteuerter Schulmöbelkäufe eingestellt, nachdem sie eine Geldstrafe gezahlt hatte.
Die Schriftstellerin Conceição Evaristo ist eine Cousine Evaristos.